# Tyflopsychologia
Tyflopsychologia (gr. tyflos - ślepy) - nauka zajmująca się procesami psychicznymi zachodzącymi u ludzi niewidomych i niedowidzących.

Przeczytaj ostrzeżenie dotyczące informacji medycznych i pokrewnych zamieszczonych w Wikipedii.